# دوقلوها (فیلم ۱۹۸۸)
دوقلوها (به انگلیسی: Twins) یک فیلم کمدی زوج هنری آمریکایی محصول سال ۱۹۸۸ که توسط ایوان رایتمن تهیه و کارگردانی شده است. این فیلم دربارهٔ برادران دوقلوی غیر محتمل (آرنولد شوارتزنگر و دنی دویتو) است که در بدو تولد از هم جدا شده‌اند. هسته اصلی فیلم تضاد بین وینسنت (دویتو) خیابانی و جولیوس باهوش اما ساده لوح (شوارتزنگر) است.
این فیلم یک موفقیت تجاری بود و ۲۱۶ میلیون دلار در سراسر جهان فروخت. شوارتزنگر، دویتو و رایتمن به جای دریافت دستمزدهای معمول خود برای فیلم، با استودیو توافق کردند که مجموعاً ۴۰ درصد از باکس آفیس فیلم و بازده اجاره را به دست آورند. این منجر به دریافت بزرگ‌ترین چک‌های حقوق حرفه‌ای آنها در فیلم شد.

## موضوع
«جولیوس بندیکت» (شوارتزنگر) که ثمرهٔ تجربهٔ مخفی دولت برای خلق یک نمونهٔ کامل ژنتیکی است باخبر می‌شود برادری دوقلو به نام «وینسنت» (دویتو) دارد که به یتیم خانه‌ای در لس آنجلس فرستاده شده است. «جولیوس» به دنبال برادرش می‌رود.

## داستان
در سال ۱۹۵۳، جولیوس و وینسنت بندیکت دو برادر دوقلو هستند که نتیجهٔ آزمایشی محرمانه در یک آزمایشگاه ژنتیک در لس آلاموس، نیومکزیکو می‌باشند. در این آزمایش، دی‌ان‌ای شش پدر با هم ترکیب شد تا کودک کاملی با مادر منتخبی به نام ماریان بندیکت به دنیا بیاید. برخلاف انتظار دانشمندان، دو جنین غیرهمسان شکل گرفت و دوقلوهایی غیر یکسان به دنیا آمدند.
وینسنت به پرورشگاهی تحت نظارت راهبه‌ها در لس آنجلس سپرده شد و تصور می‌کرد که مادرش او را رها کرده است. چون کسی جز خودش را نداشت، با اغوای یک راهبه از پرورشگاه فرار کرد و بعدها به یک خلافکار خرده‌پا با بدهی‌های سنگین تبدیل شد. او با دزدیدن خودروها و فروش قطعات آن‌ها امرار معاش می‌کرد و به یک نزول‌خور بدهکار بود. در مقابل، جولیوس در یکی از جزایر اقیانوس آرام جنوبی زیر نظر پروفسور ورنر ــ یکی از دانشمندان همان پروژه ــ رشد یافت و تحت آموزش‌های شدید جسمی و مطالعات گسترده قرار گرفت. هر دو برادر فکر می‌کردند که ماریان هنگام زایمان جان باخته است.
در سال ۱۹۸۸، هیچ‌یک از دوقلوها از وجود دیگری خبر ندارد. در روز تولد ۳۵ سالگی جولیوس، ورنر حقیقت را برای او آشکار می‌کند. با اجازهٔ ورنر، جولیوس راهی لس‌آنجلس می‌شود تا برادرش را بیابد. او سرانجام وینسنت را در زندان پیدا می‌کند، جایی که به‌خاطر پرداخت‌نکردن جریمه‌های پارک خودرو و رانندگی با گواهی‌نامهٔ منقضی‌شده بازداشت شده است.
جولیوس وثیقهٔ وینسنت را می‌پردازد، اما وینسنت حرف‌های او را باور نمی‌کند و او را در پارکینگ رها می‌کند. جولیوس او را تا محل کارش دنبال می‌کند و می‌بیند که یکی از سه برادر نزول‌خور به نام موریس کلِین که وینسنت ۲۰هزار دلار به او بدهکار است، در حال کتک زدن اوست. جولیوس موریس را زمین‌گیر می‌کند و با این کار اعتماد و احترام وینسنت را به دست می‌آورد. او سپس با دوست‌دختر وینسنت، لیندا میسون، آشنا می‌شود و رابطه‌ای عاشقانه با خواهر او، مارنی، آغاز می‌کند.
سر شام، وینسنت سندی را که از پرورشگاه دزدیده است به جولیوس نشان می‌دهد؛ سندی که نشان می‌دهد مادرشان هنوز زنده است. اما چون فکر می‌کند مادرش او را در بدو تولد رها کرده، علاقه‌ای به یافتن او ندارد. جولیوس که احتمال می‌دهد مادرشان هم قربانی دروغ شده باشد، یکی از شش پدرشان را بر اساس آدرس درج‌شده در سند می‌یابد. آن مرد او را به دکتر میچل تریون، همکار ورنر، در نیومکزیکو ارجاع می‌دهد.
در همین حین، وینسنت از یک پارکینگ خودرویی می‌دزدد و در صندوق آن یک نمونهٔ اولیه از تزریق‌گر سوخت پیدا می‌کند که قرار بوده به یک صنعتگر به نام بیتروت مک‌کینلی در هیوستون تحویل داده شود، در ازای ۵ میلیون دلار. وینسنت تصمیم می‌گیرد خودش را به‌جای مأمور تحویل، یعنی مستر وبستر جا بزند و آن را تحویل دهد تا پول را خودش بگیرد و بدهی‌هایش را بپردازد. او با بی‌میلی به جولیوس، لیندا و مارنی اجازه می‌دهد تا همراهش برای یافتن تریون به نیومکزیکو بیایند، در حالی که وبستر نیز تعقیبشان می‌کند. او در این مسیر با برادران کلین روبه‌رو می‌شود و به‌عنوان هشدار به پاهایشان شلیک می‌کند تا از وینسنت دوری کنند.
در نیومکزیکو، تریون حقیقت را به دوقلوها می‌گوید. او می‌گوید جولیوس حاصل «بهترین» ژنهاست و با لحنی تحقیرآمیز، وینسنت را «پسمانده»ی آن آزمایش می‌نامد، که باعث اندوه شدید وینسنت می‌شود. جولیوس با تهدید تریون، او را وادار می‌کند که بگوید مادرشان در سانتا فه، نیومکزیکو در یک انجمن هنری زندگی می‌کند. جولیوس موفق می‌شود روحیهٔ برادرش را بازگرداند و سفرشان را ادامه می‌دهند.
در مسیر سانتا فه، بار دیگر توسط برادران کلین متوقف می‌شوند، اما این بار آن‌ها را برای همیشه از خود می‌رانند. در سانتا فه، باغبانی به آن‌ها می‌گوید که مادرشان مرده است. آنان بی‌خبر از آنکه باغبان در واقع خودِ ماریان بوده که حرف‌هایشان را باور نکرده، آنجا را ترک می‌کنند؛ چون به او گفته شده بود که فقط یک پسر داشته که در زمان تولد جان داده است.
وینسنت، جولیوس و دخترها را در نیومکزیکو رها می‌کند و به‌تنهایی به هیوستون می‌رود تا نمونه را تحویل بیتروت دهد. جولیوس با کمک هم‌دلی دوقلوها محل او را حس می‌کند و درست پس از تحویل، به او می‌رسد. در این لحظه، وبستر وارد می‌شود و بیتروت و محافظش را می‌کشد و پول را از وینسنت می‌خواهد. جولیوس با وبستر درگیر می‌شود و فرصت فرار را برای وینسنت فراهم می‌کند. اما وینسنت برمی‌گردد و می‌پذیرد پول را به او بدهد تا جان جولیوس را نجات دهد. وبستر قصد دارد آن‌ها را بکشد چون چهره‌اش را دیده‌اند، اما وینسنت با اشارهٔ جولیوس، زنجیر سنگینی را بر سر او می‌اندازد و او را می‌کشد.
جولیوس و وینسنت نمونهٔ اولیه و چهار میلیون دلار را بازمی‌گردانند (در حالی‌که وینسنت یک میلیون دلار را برای خود برمی‌دارد) و با جایزهٔ ۵۰ هزار دلاری بدهی‌های وینسنت را می‌پردازند و یک شرکت مشاوره تأسیس می‌کنند. خبر موفقیتشان به انجمن هنری می‌رسد و ماریان درمی‌یابد که پسرانش زنده‌اند. او با عصبانیت به سراغ تریون می‌رود و بابت پنهان‌کاری‌اش با او درگیر می‌شود، سپس به سراغ پسرانش می‌رود و دیدار دوباره‌ای گرم بین آن‌ها رخ می‌دهد.
مدتی بعد، جولیوس و وینسنت با مارنی و لیندا ازدواج می‌کنند. هر یک از این ازدواج‌ها دوقلوهایی به دنیا می‌آورد: جود و مار از جولیوس، و وینی و لینی از وینسنت. در پایان فیلم، خانواده با مادرشان و پروفسور ورنر دیدار می‌کنند.

## تولید
قابل ذکر است که این اولین باری بود که آرنولد شوارتزنگر در یک کمدی بزرگ بازی می‌کرد. از آنجایی که استودیو این موضوع را در مقایسه با ساختن فیلم اکشن سودآور دیگری از سوی شوارتزنگر به عنوان یک ریسک قابل توجه تلقی می‌کرد، شوارتزنگر داوطلبانه هیچ دستمزدی در ازای سهمی از سود فیلم دریافت نکرد. دنی دویتو و ایوان ریتمن، کارگردان فیلم، معاملات مشابهی انجام دادند. زمانی که فیلم به موفقیت مالی بزرگی رسید - باکس آفیس ۲۱۶ میلیون دلاری در مقابل بودجه تولید ۱۸ میلیون دلاری - این سه با هم سهم قابل توجهی از سود کلی را به دست آوردند.

## بازخوردها
در متاکریتیک، این فیلم بر اساس بررسی‌های ۱۳ منتقد، امتیاز ۵۳ از ۱۰۰ را کسب کرده است که نشان‌دهنده «نقدهای مختلط یا متوسط» است. تماشاگران در نظرسنجی سینماسکور به فیلم نمره متوسط "A-" در مقیاس A+ تا F دادند.

### گیشه
این فیلم برای دو آخر هفته آینده جایگاه اول را حفظ کرد و به فروش داخلی ۱۱۲ میلیون دلاری ادامه داد، که پنجمین فیلم پرفروش در ایالات متحده بود که در سال ۱۹۸۸ منتشر شد. این فیلم در ۱۷ مارس ۱۹۸۹ در بریتانیا اکران شد و در آخر هفته در صدر باکس آفیس این کشور قرار گرفت.
در سرتاسر جهان ۲۱۶ میلیون دلار فروش داشت. پس از موفقیت فیلم، رایتمن و شوارتزنگر دوباره برای پلیس کودکستان (۱۹۹۰) و سپس دوباره برای جونیور (۱۹۹۴)، که دویتو نیز در آن نقش آفرینی کرد، با هم همکاری کردند.

## دنباله لغو شده
در مارس ۲۰۱۲، یونیورسال ساخت دنباله‌ای با عنوان سه قلوها با شوارتزنگر و دویتو را اعلام کرد تا با ادی مورفی به عنوان برادر سه‌گانه گمشده خود بازگردند. رایتمن قرار بود تولید کند.
در آوریل ۲۰۱۵، اعلام شد که برنامه‌های این فیلم به حالت تعلیق درآمده است. در مارس ۲۰۱۸، شوارتزنگر تأیید کرد که فیلمنامه سه قلوها به پایان رسیده است و مورفی به‌طور رسمی به فیلم پیوست شده است.
در سپتامبر ۲۰۲۱، اعلام شد که فیلمبرداری در ژانویه ۲۰۲۲ در بوستون آغاز می‌شود و ایوان رایتمن کارگردانی می‌کند، شوارتزنگر و دویتو نقش خود را در نقش جولیوس و وینسنت بندیکت بازی می‌کنند و تریسی مورگان به جای ادی مورفی در نقش شوارتزنگر و برادر سه‌گانه گمشده دیویتو با این حال، رایتمن در فوریه ۲۰۲۲ درگذشت و وضعیت فیلم نامشخص باقی ماند. در ماه مه ۲۰۲۳، شوارتزنگر تأیید کرد که دنباله‌ای ساخته نخواهد شد، زیرا پسر ریتمن، جیسون، این ایده را پس از مرگ پدرش به پایان رساند.